# Lepus habessinicus
A Lepus habessinicus az emlősök (Mammalia) osztályának a nyúlalakúak (Lagomorpha) rendjéhez, ezen belül a nyúlfélék (Leporidae) családjához tartozó faj.

## Előfordulása
Kelet-Afrika szavannáin fordul elő.

## Megjelenése
Hossza 40-55 centiméter.

## Életmódja
A fokföldi nyúlhoz (Lepus capensis) hasonlóan éjjel aktív.